# Плау Лейн (стадион, 1912—1998)
«Плау Лейн» (англ. Plough Lane) — бывший футбольный стадион, располагавшийся в лондонском районе Уимблдон, в период с 1912 по 1991 годы — официальная домашняя арена местной команды «Уимблдон». Снесен в 2002 году.

## История
Первоначально арена была открыта в сентября 1912 года.
Поле было впоследствии огорожено, игровое покрытие существенно улучшено, а также была построена удобная раздевалка. Была также установлена трибуна, вмещающая 500 зрителей, и «Уимблдон» провел свой первый матч на данном стадионе 7 сентября 1912 года, это была товарищеская встреча против коллектива «Каршалтон Атлетик», завершившаяся вничью со счетом 2: 2. В первые годы после основания поля руководство «Уимблдона» заявляло о том, что арена клуба является лучшей по оснащенности во всей округе.
На протяжении 1920 — х годов на матчи коллектива на стадионе стабильно собиралось от пяти до восьми тысяч человек. В 1923 году на стадионе была возведена Южная трибуна.
19 января 1935 года арена приняла международный матч между любительскими сборными Англии и Уэльса, окончившийся победой хозяев. Сильные бомбежки во время Второй мировой войны потребовали капитальной реконструкции стадиона, которая официально была завершена к 1944 году.
Новый этап обновления поля состоялся в 1957 году.
Первый матч на обновленной арене состоялся 3 октября 1960 года в рамках розыгрыша Благотворительного Кубка Лондона против «Арсенала». «Канониры» разгромили «Уимблдон» со счетом 4:1.
На протяжении 1970 — х годов коллектив испытывал острые финансовые проблемы, в 1971 году руководство коллектива подало городским властям прошение о постройке рынка рядом с ареной, однако данное предложение было признанно незаконным по решению Высокого суда Лондона и отклонено.
В конце концов, в 1984 году стадион был продан бизнесмену Сэму Хаммаму за 3 миллиона фунтов стерлингов.
В 1990 году, после публикации Доклада Тейлора, согласно которому были введены новые меры безопасности для футбольных стадионов, включая положение о том, что стадионы команд самого высокого уровня должны быть полностью оборудованы к августу 1994 года, правление клуба решило, что перестройка арены по новым стандартам экономически не выгодна.
В том же году клуб объявил о временном односезонном переезде на арену «Селхерст Парк» и совместном использовании поля с ФК «Кристал Пэлас», однако затем подобная ситуация продлилась в течение 12 сезонов. Последний матч «Уимблдона» на «Плау Лейн» состоялся 4 мая 1991 года в присутствии 10 002 зрителей, по совпадению против «Кристал Пэлас».
Гости победили со счетом 3:0.
Планы строительства нового стадиона на 20 000 мест в лондонском районе Мертон были одобрены местным советом ещё в 1988 году, однако клуб позже отказался от этого замысла, и арена так и не была построена. Позже на её месте был разбит общественный парк.
В 1995 году владельцы клуба всерьез рассматривали вариант возведения нового стадиона команды в Дублине (Ирландия), не получивший поддержки со стороны общественности.
В итоге в 1998 году арена стала домашней для резервного состава клуба. Помимо прочего, на стадионе также выступала молодёжная команда «Кристал Пэлас». В 2000 году на территории стадиона предлагалось открыть супермаркет, но эта идея была отклонена.
Окончательно «Плау Лейн» был снесён в 2002 году.
3 ноября 2020 года в 200 метрах от прежнего поля был торжественно открыт новый стадион с тем же названием.